# Nasreddine El Bahari
Nasreddine El Bahari, né le 11 avril 1986 à Bethioua (wilaya d'Oran, Algérie), est un footballeur algérien. Il joue au poste d'attaquant.